# Gräberfeld Stainabjär

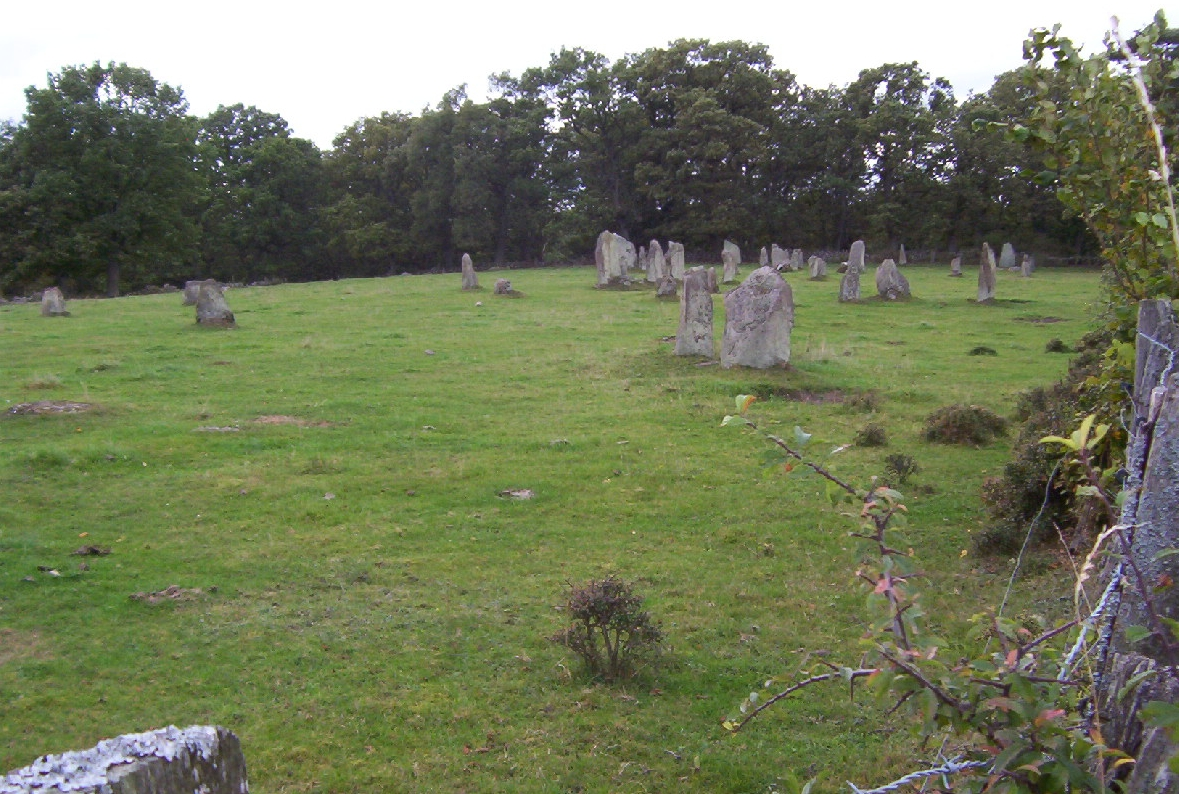
Gräberfeld Stainabjär

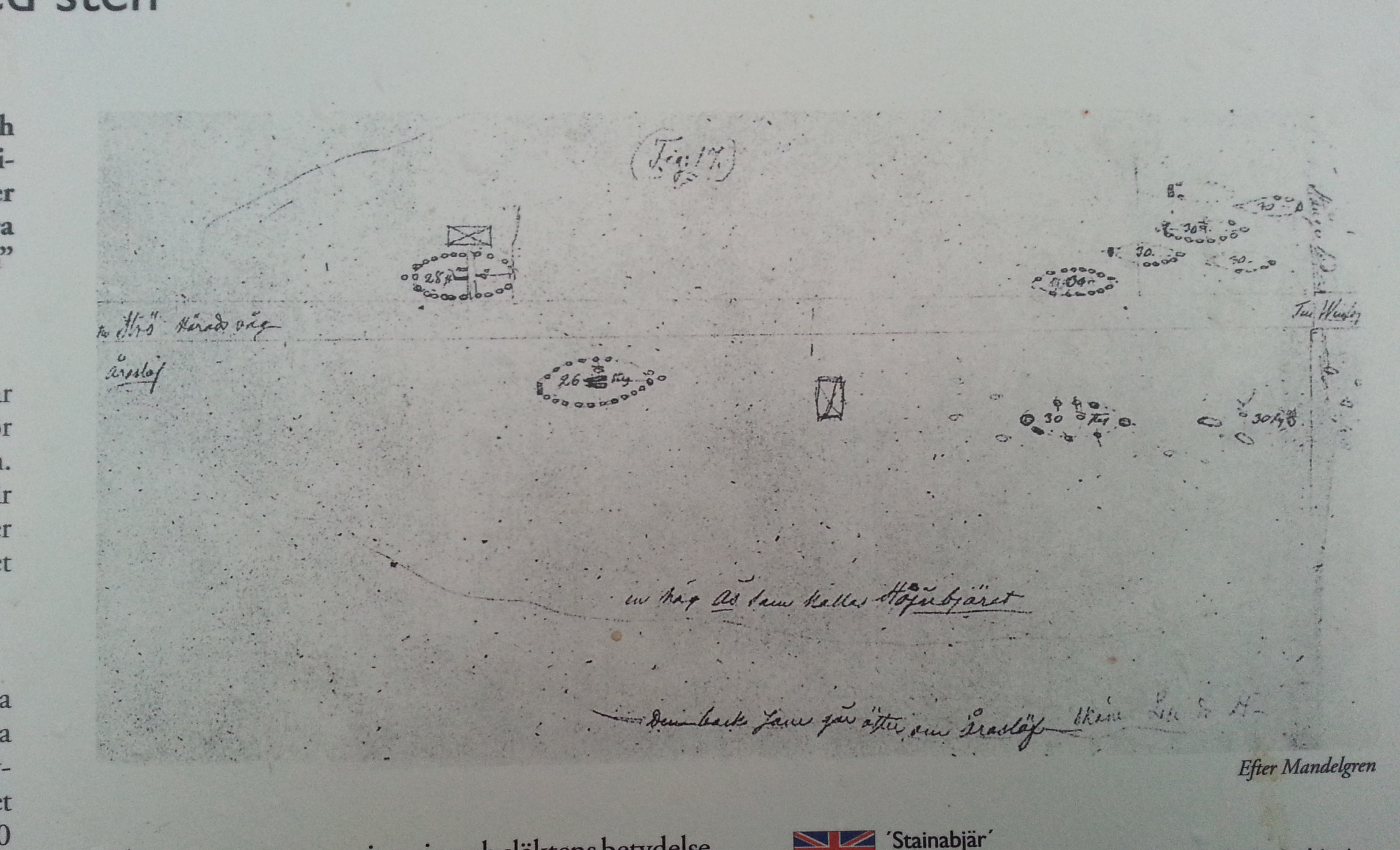
Plan des Gräberfeldes Stainabjär

Das eisenzeitliche Gräberfeld Stainabjär (auch Stångabjär) liegt westlich von Åraslöv, östlich von Vinslöv an der Straße nach Norra Strö in Schonen in Schweden. Das komplett eingezäunte Gräberfeld liegt auf beiden Seiten der Straße Araslövsvägen.
Stainabjär bedeutet „der Berg der Steine“ oder „der Berg mit Steinen“. Während des 19. und 20. Jahrhunderts wurde es stark beschädigt. Auf einer aus dem 19. Jahrhundert stammenden Zeichnung sind noch acht 20 bis 30 Meter lange Schiffssetzungen zu sehen. Heute sind nur noch die Reste von drei Schiffssetzungen, 79 Bautasteinen (oder Resten der Schiffssetzungen) und eine runde Steinkiste vorhanden.
Etwa 800 Meter östlich befinden sich auch nahe am Araslövsvägen Bröt-Anunds Grab und der Langdolmen bei Vinslöv (RAÄ-Nr. Vinslöv 28:1).